# Aeropista de Isla del Carmen
El Aeródromo de Isla del Carmen (Código OACI: MX51 - Código DGAC: ICM) es un aeródromo privado ubicado en Isla del Carmen, Baja California Sur y es operado por Salinas del Pacífico S.A. de C.V. Cuenta con una pista de aterrizaje de 950 metros de largo y 30 metros de ancho. Actualmente solo se utiliza con fines de aviación general, principalmente para actividades cinegéticas.